# جون سوليفان
جون سليفان (بالإنجليزية John Sullivan) من مواليد 17 شباط - فبراير من سنة 1740 في ولاية نيوهامشير، كان جنرالًا إيرلنديًا أمريكيًا شارك في حرب الاستقلال الأمريكية، ومندوبًا في مؤتمر فيلادلفيا، وحاكم نيو هامبشير، والقاضي الفيدرالي للولايات المتحدة في محكمة الولايات المتحدة المحلية لمقاطعة نيو هامبشير. خدم سوليفان، أحد أبناء الجيل الثالث للمستوطنين الأمريكيين، بصفة جنرال كبير في الجيش القاري، وبصفة حاكم (أو «الرئيس») في نيو هامبشير. قاد حملة سوليفان في عام 1779، وهي الحملة التي اتبعت سياسة الأرض المحروقة ضد مدن الإيراكوي التي حملت السلاح ضد الثوار الأمريكيين. عمل سوليفان عن كثب، بصفته عضوًا في الكونغرس، مع السفير الفرنسي، شوفالييه دي لا لوزرن، لصالح الولايات المتحدة.

## نبذة عن حياته وأسرته
وُلد سوليفان في سومرسوورث في مقاطعة نيو هامبشير في أمريكا البريطانية، وقد كان أحد أبناء الجيل الثالث للمستوطنين الأيرلنديين من شبه جزيرة بيرا في مقاطعة كورك، في أيرلندا؛ عمل والده مديرًا لمدرسة.
أصبح أحد إخوته، جيمس سوليفان، حاكم ماساتشوستس. تُوفي أخًا آخرًا له، بنيامين، والذي خدم في البحرية الملكية البريطانية قبل الثورة الأمريكية.
خطفت مفرزة إنزال السفن التابعة لإتش إم إس أليجيانس في 14 فبراير عام 1781 شقيق آخر له، الكابتن ديفيد سوليفان، والذي توفي لاحقًا بسبب المرض.
كان الأب، جون أوين سوليفان، ابن فيليب سوليفان من بير أوف أرديا، أحد أبناء طبقة النبلاء البسيطة في جزيرة بينال.
قللت قوانين العقوبات (بالنسبة للكاثوليكيين) من حالة الفلاحين، الأمر الذي دفع جون الأكبر أن يصبح بروتستانتيًا في عام 1723 بعد أن هاجر إلى يورك في منطقة تابعة لمقاطعة خليج ماساتشوستس، التي أصبحت في نهاية المطاف ولاية مين.
تزوج سوليفان من ليديا ريميك وورستر من كيتري (الآن ولاية مين) في عام 1760. أنجب جون وليديا سوليفان ستة أطفال، مارجري، التي توفيت في طفولتها، وليديا، وجون، وجيمس، وجورج الذي كان عضوًا في مجلس النواب الأمريكي، ومارجري أُخرى عاشت لمدة عامين فقط.

## الحياة المهنية
درس سوليفان القانون في الفترة الممتدة من عام 1758 وحتى 1760 مع صموئيل ليفرمور من بورتسموث في نيو هامبشير، وقد بدأ ممارسة القانون في عام 1763 في بيرويك (مين)، واستمر فيها عندما انتقل إلى دورهام في نيو هامبشير عام 1764.
ضايق سوليفان العديد من الجيران في بدية حياته المهنية، إذ كان المحامي الوحيد في المدينة الذي يتلقى العديد من دعاوى حبس الرهن، وقد هُدد بالعنف مرتين على الأقل في عام 1766. ولكن بحلول عام 1772، أسس أوضاعه جيدًا وبدأ العمل على تحسين علاقاته الاجتماعية. بل ووسع اهتماماته لتشمل المطاحن التي أدخل منها مبالغًا طائلة. وفي عام 1773، انضم ألكساندر سكاميل إلى جون سوليفان في ممارسة القانون.
بنى سوليفان صداقة مع حاكم نيو هامبشير الملكي، جون وينتورث، الذي تولى المنصب في عام 1767. في نوفمبر عام 1772، عين وينتورث سوليفان رائدًا في الميليشيا. ولكن سوليفان بدأ يتماشى بشكل أكبر مع المتطرفين مع اقتراب الثورة الأمريكية مُبتعدًا عن وينتورث.
أنشأت جمعية نيو هامبشير لجنة للمراسلات في 28 مايو عام 1773، وذلك بناءً على دعوة من مجلس بورغيسيس في فرجينيا. أَجَّل وينتورث الاجتماع في اليوم التالي على أمل إحباط تلك اللجنة.
دمر المستعمرون في 16 ديسمبر عام 1773، شاي بقيمة 15 ألف جنيه في حادثة حفلة شاي بوسطن في ولاية ماساتشوستس للاحتجاج على الضرائب التي فُرضت بموجب قانون الشاي.
استجاب البرلمان البريطاني عبر إصدار قانون ميناء بوسطن، الذي دخل حيز التنفيذ في 21 مارس عام 1774، وقد أُغلق ميناء بوسطن على أساسه، حتى استردت شركة الشاي الشرقية قيمة الشاي الذي أُتلف.
مضى البرلمان في إصدار قانون حكومة ماساتشوستس، الذي جرد العديد من مهام الحكومة من قبضة السيطرة المحلية، وقانون الإيواء، الذي سمح بإيواء القوات في البلدات التي حصل فيها اضطراب، وقانون كيوبيك، الذي أنشأ الدين الكاثوليكي والقانون المدني الفرنسي في تلك المقاطعة. دعا وينتورث إلى تشكيل جمعية جديدة، بدأت الاجتماع في 7 أبريل عام 1774. وفي 13 مايو، وصل خبر قانون ميناء بوسطن إلى الجمعية، إذ قدمت الجمعية في 27 مايو خمسة رجال وضابط فقط لحراسة ميناء ويليام وماري في بورتسموث. اختيرت لجنة جديدة من المراسلات في اليوم التالي.
أيد سوليفان بشدة دعم المتطرفين في ماساتشوستس، في الوقت الذي حلّ وينتورث فيه الجمعية في 8 يونيو عام 1774، وذلك في محاولة فاشلة لمنع الجمعية من إرسال مندوبين إلى الكونغرس القاري.

## الأعمال السياسية والعسكرية (1774 - 1775)
التقى أول مجلس مقاطعة نيو هامبشير في إيكستر في 21 يوليو عام 1774 مع جون سوليفان بصفته مندوبًا لدورهام، وذلك استجابةً لإقالة وينتورث للجمعية، ودعوته لعقد مؤتمرًا قاريًا لدعم بوسطن بعد فرض العقوبات البريطانية ضدها، إذ أرسلت الجمعية كلًا من سوليفان وناثانيل فولسوم بصفتهم مندوبين عن الجمعية إلى الكونغرس القاري الأول، وقد اعتمد المجلس إعلان الحقوق والمظالم في 14 أكتوبر عام 1774.
عاد سوليفان وفولسوم في 8 نوفمبر إلى نيو هامبشير، وذلك للعمل من أجل قبول الإعلان، والربط بين المستعمرات من أجل دعم التدابير الاقتصادية لتحقيق أهدافها. حظر أمر ملكي صدر عن المجلس في 19 أكتوبر عام 1774 تصدير الأسلحة والبارود إلى أمريكا، بل وكتب اللورد دارتموث إلى الحكام الاستعماريين سرًا، من أجل تأمين البارود والأسلحة والذخيرة في المقاطعات.
داهمت ميليشيا بورتسموث حصن ميناء ويليام وماري واستولت على البارود الموجود فيه في 14 ديسمبر عام 1774، وذلك بعد أن أرسلت لجنة ماساشوستس بول ريفير من أجل تحذير ميليشيا بورتسموث من التحرك البريطاني المُشاع نحو حصن ميناء ويليام وماري.
كان سوليفان، الذي لم يحضر الغارة الأولى، أحد قادة قوة الميليشيا التي شنت الغارة الثانية على الحصن في 15 ديسمبر، من أجل الاستحواذ على المدافع والبنادق والذخائر الموجودين فيه، إذ أخذ سوليفان ورجاله 16 مدفعًا، ونحو 60 بندقية، ومُؤن أخرى، ولكنهم مُنعوا من العودة مرة أخرى إلى الحصن من أجل الحصول على المدافع والمُؤن بعد وصول رجل الحرب كانكو، الذي تبعته فرقاطة سكاربورو بعد يومين.
لم يسعَ وينتورث لإلقاء القبض على سوليفان وغيره، لأنه اعتقد أنه كان يتمتع بدعم شعبي ضعيف، وأن الميليشيا لن تحرك ساكنًا.
صوّت الكونغرس الإقليمي في إيكستر في يناير عام 1775، على إرسال سوليفان وجون لانغدون إلى الكونغرس القاري الثاني. أقنع سوليفان، بدعم من فولسوم ولانغدون، الجمعية بالتماس وينتورث لإنشاء جمعية جديدة لنيو هامبشير لن يعمل على حلها، ولكن رد وينتورث بطرد سوليفان من الميلشيا وتأجيل اجتماع الجمعية.
نظرًا لأن وينتورث كان يعتقد أنه لا يتمتع بسلطة تُذكر لاعتقال سوليفان وغيره من قادة الجمعية الخارجة عن القانون، استغل كلًا من سوليفان ولانغدون الوضع وسافروا إلى فيلادلفيا، إذ انضم سوليفان فور وصوله إلى أولئك الذين قالوا إن الحرب قد بدأت من خلال الإجراءات التي حصلت في معارك ليكسينغتون وكونكورد، وأكدوا أن المستعمرات يجب أن تمضي قدمًا.

## روابط خارجية
- جون سوليفان على موقع الموسوعة البريطانية (الإنجليزية)
- جون سوليفان على موقع إن إن دي بي (الإنجليزية)